# ンシビディ文字

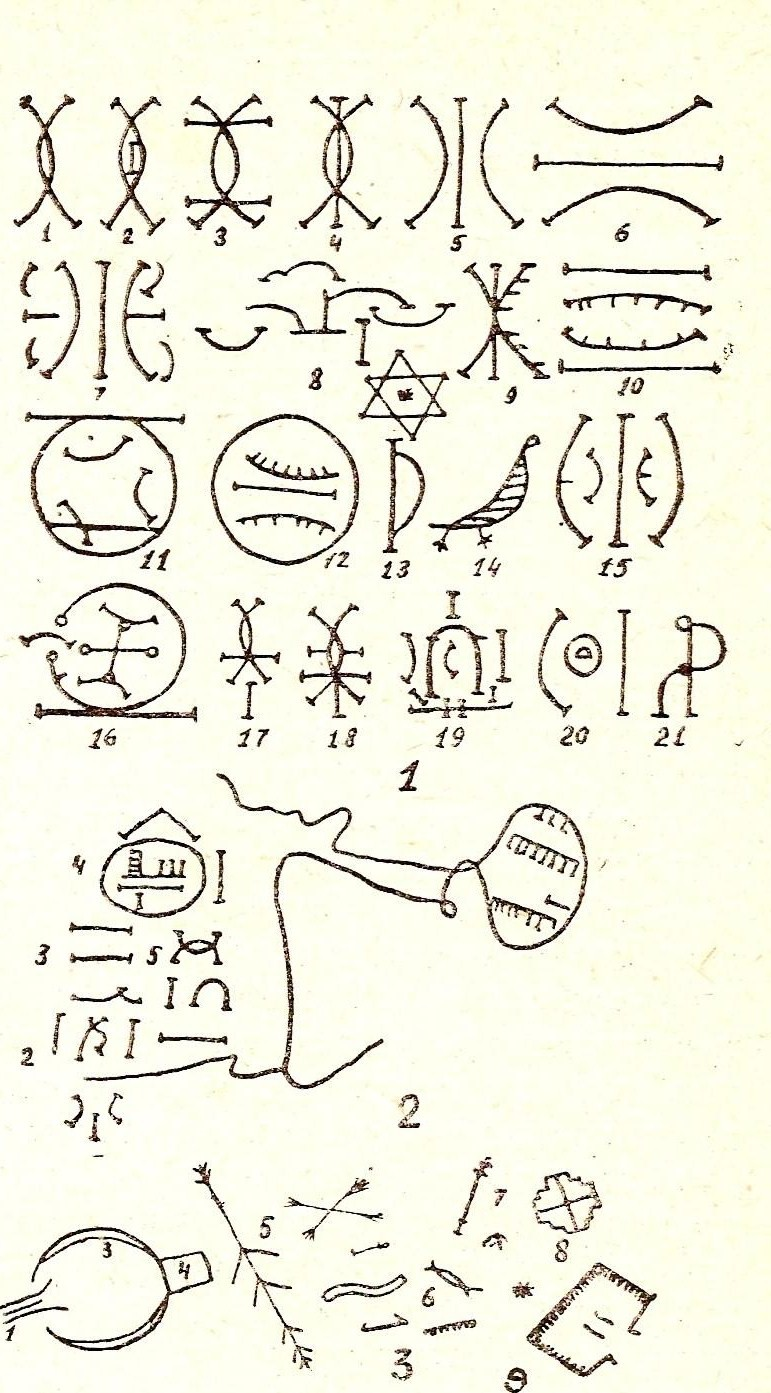
MacGregorの報告に見えるンシビディ文字の例

ンシビディ文字（ンシビディもじ、Nsibidi）は、ナイジェリア南部で使われる表意文字、またはシンボル体系。秘密結社専用に用いられる。

## 概要
ンシビディ文字はナイジェリアのイボ語、エフィク語、エコイ語などさまざまな言語を用いる社会で用いられている。文字は入れ墨にしたり、壁にチョークで書いたり、ヒョウタンに焼きごてで書いたりする。かつては布に刺繍することもあった。文字は垂直・水平・斜めのいずれも方向にも書かれる。
文字の数ははっきりしない。数千の文字があるというが、記録されているのは500あまりである。
ンシビディ文字の起源は明らかではないが、少なくとも数百年の歴史がある。
ひとつの文字が複数の意味を表したり、逆に複数の文字が同じ意味を表したりする。
ンシビディ文字の存在は、1904年にT.D. Maxwellによってはじめて外部に伝えられ、1905年に24文字が報告された。その後、1909年にJ.K. MacGregorが98文字を、1911年にE. Dayrellが363文字を報告した。

## その他
映画『ブラックパンサー』に登場するワカンダの文字はンシビディ文字を元にしている。